# Physoptera pleurospinosa
Physoptera pleurospinosa är en tvåvingeart som beskrevs av Borgmeier 1961. Physoptera pleurospinosa ingår i släktet Physoptera och familjen puckelflugor. Inga underarter finns listade i Catalogue of Life.